# Westkanada

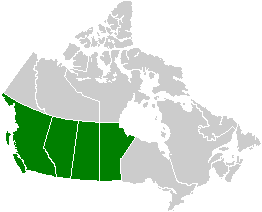
Provinzen Westkanadas. Von West nach Ost: Britisch Columbia, Alberta, Saskatchewan und Manitoba

Westkanada (engl. Western Canada, frz. Ouest canadien, im kanadischen Englisch oft nur The West) ist eine Region Kanadas.
Die gängigste Definition zählt zu Westkanada alle Provinzen westlich Ontarios. Von West nach Ost sind das:
- British Columbia
- Alberta
- Saskatchewan
- Manitoba

Die letzten drei Provinzen bilden auch die Prärieprovinzen. Der Status von British Columbia wird des Öfteren angezweifelt. Zusammen beherbergen die Provinzen mit knapp 10 Millionen Einwohnern etwa 30 % aller Kanadier. Es handelt sich um das Gebiet mit dem derzeit stärksten Bevölkerungs- und Wirtschaftswachstum, vor allem aufgrund der Ölvorräte in den Prärien. Politisch war Westkanada oft Heimat konservativ-libertärer Separatismusbewegungen, die Westkanada durch die Dominanz von Ontario und Québec in der Zentralregierung benachteiligt sehen.

## Umfang
Die gängigste Definition folgt sowohl der geografischen Logik, dass das gesamte Gebiet westlich Ontarios zu Westkanada gehört, als auch der Regionsaufteilung des kanadischen Senats. Besonders die Küstenregion British Columbia um Vancouver, oft als Pazifikkanada bezeichnet, zählt aber nur bedingt zur Region. Durch die Lage am Wasser und die Trennung vom übrigen Westkanada durch die Rocky Mountains hat sich dort eine stark unterschiedliche Kultur und politische Haltung entwickelt, die mehr mit den nordwestlichen Staaten der USA, Washington und Oregon, gemeinsam hat als mit dem übrigen Westkanada.

## Demografie
Die Bevölkerung ganz Westkanadas beträgt etwa zehn Millionen Einwohner, davon leben 4,3 Millionen in British Columbia, 3,3 Millionen in Alberta, knapp eine Million in Saskatchewan und 1,2 Millionen in Manitoba. Damit haben sie etwa 30 % der Einwohner Kanadas und zusammen etwas mehr als die Provinz Québec, wenn auch deutlich weniger als Ontario.

### Städte
Bevölkerungsschätzung 2005 wichtiger Metropolregionen:
- Vancouver: 2.208.300
- Calgary: 1.038.700
- Edmonton: 1.016.000
- Winnipeg: 706.900
- Victoria: 334.700
- Saskatoon: 235.800
- Regina: 199.000
- Kelowna: 165.221
- Abbotsford: 162.800

## Geografie
Das westliche British Columbia liegt direkt am Pazifik, während Alberta und Saskatchewan gar keine Küste, Manitoba nur einen sehr kleinen Küstenstreifen an der Hudson Bay besitzt.
Die Küste British Columbias hat durch den Pazifik-Einfluss ozeanisches Klima mit relativ nassen Wintern und trockenen Sommern. Dort genießt man die mildesten Winter Kanadas mit Temperaturen, die nur selten den Gefrierpunkt unterschreiten.
Alberta profitiert von den Rocky Mountains, die durch den Föhnwind der Chinooks genug Wärme abbekommen, um den Außenaufenthalt auch im Winter noch möglich zu machen, so dass sich dort Wintersport großer Beliebtheit erfreut. Aufgrund der Wetterabhängigkeit vom Wind kann dieses aber schnell wechseln, so dass im Januar und Februar hohe Temperaturen herrschen, ebenso wie es in Ausnahmefällen vorkommen kann, dass es im Juli oder August schneit.
Saskatchewan und Manitoba weisen Kontinentalklima mit sehr kalten Wintern und heißen Sommern auf. Die Temperatur in den Provinzen kann in Winter auf −40 °C sinken, die durchschnittlichen Höchsttemperaturen in den kalten Monaten liegen zwischen −10 °C und −15 °C. Im Sommer hingegen kann das Thermometer auf über +35 °C steigen.
Geografisch ist Westkanada in fünf Großlandschaften einzuteilen:
- Pazifikküste: Sie liegt im Westen und ist geprägt durch steile Gebirge, welche zum Meer hin abfallen. In dieser Region finden sich viele Regenwälder. Außerdem befinden sich hier die Gebirge Rocky Mountains, die Columbia, Skeena, Cassiar und Coast Mountains.

- Prärie: Weite Grasflächen und Weizenfelder zeichnen hier die Landschaft. Sie reicht von den Rockies (Alberta) über Saskatchewan bis nach Manitoba.

- Kanadische Schild: Hier finden sich zahlreiche Flüsse, Seen, Wälder, die ältesten Felsformationen der Erde sowie ein Drittel der globalen Süßwasservorräte.
- Arktis: Kanadas Arktis ist geprägt durch massive Bergketten, riesige Flüsse, einer endlosen Tundra bis hin zum ewigen Eis.[3]

Der höchste Berg ist der Mount Logan im Yukon Territory (5971 m), der längste Fluss der Mackenzie River (4216 km) und der größte See ist der Great Bear Lake (31.915 km²).

## Politische Bedeutung
Politisch wurde „The West“ oft mit der Konservativen Partei gleichgesetzt und dann in den Gegensatz zum Liberalismus in Zentralkanada (die Provinzen Ontario und Québec) gebracht. Von den 104 Mitgliedern (British Columbia 42, Alberta 34, Saskatchewan and Manitoba jeweils 14) im Unterhaus aus den westlichen Provinzen gehören derzeit 54 der konservativen Partei an (von bundesweit 99), 20 der Neuen Demokratischen Partei, 29 den Liberalen (von bundesweit 138) und ein Mitglied den Grünen an. In der Vergangenheit war das Verhältnis noch ausgeprägter, da die Konservativen noch größere Sitzanteile im Westen erringen konnten (2008=83 Sitze; 2011=72 Sitze). Im Senat hat die Region 24 Sitze; da Senatoren aber vom Premierminister ernannt werden, hat deren Verteilung keine Aussagekraft über die Präferenzen der Bevölkerung.
Besonders beschäftigt Politiker aus dieser Region eine Reform des Senats, da im Verhältnis zur Bevölkerung Westkanada dort weit unter-, die östlichen Seeprovinzen weit überrepräsentiert sind. Politiker aus Kanada favorisieren einen Senat, der direkt gewählt wird (im Gegensatz zur bisherigen Ernennung), in dem jede Provinz unabhängig von der Bevölkerungszahl gleich viele Senatoren stellt und der dadurch effektiver arbeiten soll und legitim politische Macht ausüben kann. Die empfundene Benachteiligung auf der Bundesebene hat ebenso zu lautstarker Kritik etablierter Politiker geführt, wie sich auch immer wieder Sezessionsbestrebungen ausbreiten.

## Wirtschaft und Tourismus
British Columbias wichtigster Hauptwirtschaftssektor ist die Forstwirtschaft. Darauf folgen die Haupteinnahmequellen Tourismus, Bergbau und Landwirtschaft.
Alberta ist geprägt durch das Ölzentrum bei Calgary und Edmonton. Zudem gehören Athabascas Ölsande mit 2,5 Billionen Barrel zu den größten Ölvorkommen der Welt.
In Saskatchewan und Manitoba findet sich ein Reichtum an Bodenschätzen. Dazu gehören Nickel, Kupfer, Zink, Gold und Uran. Des Weiteren besitzt Saskatchewan das größte Pottasche-Vorkommen der Welt und ist zudem der wichtigste Weizenproduzent Kanadas.
Im Yukon und den Northwest Territories finden sich ebenfalls viele Bodenschätze wie Blei, Zink, Eisen, Gold und Diamanten. Außerdem ist eine weitere wichtige Einnahmequelle der Pelzhandel sowie Öl und Erdgas.